# Dionys Stanetti von Falkenfels
Dionys Johann Nepomuk Stanetti, auch Dionisius Stanetti (polnisch Dionizy Jan Nepomuc Stanetti), ab 1816 Stanetti von Falkenfels (* 17. November 1747 in Kremnitz, Oberungarn; † 18. März 1824 in Bochnia, Galizien und Lodomerien) war ein österreichischer Bergingenieur, k.k. Bergrat sowie Salinenoberamts- und Bergverwalter in Bochnia.

## Leben
Dionisius Stanetti wurde in der oberungarischen Bergstadt Kremnitz als eines der fünf Kinder des aus Schlesien stammenden Bildhauers Dionysius Ignatius Stanetti und dessen Frau Theresia, geb. Gürtler geboren.
Seine Interessen galten jedoch weniger der Kunst als vielmehr der Technik. Deshalb entschied er sich für eine bergmännische Laufbahn und begann im Alter von 19 Jahren mit der Arbeit im Bergbau. Nach dem Abschluss an der Bergakademie Schemnitz war Stanetti in verschiedenen Bergwerken und Bergämtern im Banat, Niederungarn und Siebenbürgen tätig. In Offenbánya erwarb er sich Verdienste um den Aufschwung des königlichen Bergwerks. Auf Grund dessen wurde Stanetti 1785 die Leitung des königlichen Salzbergwerks Bochnia übertragen.
Stanetti übernahm das zu Zeiten Augusts des Starken nach Plänen des Bergrates Borlach modernisierte Salzbergwerk in einem Zustand der Vernachlässigung und Stagnation. 1787 ließ er die Arbeiten am Schacht Floris aufnehmen, um die zwischen diesem und dem Schacht Sutoris befindlichen Salzlager zu erschließen; der Abbau ist nach ihm als Stanetti-Kammer benannt. Bei Untersuchungsarbeiten Stanettis im westlichen Teil der Grube und im Bereich des Schachtes Campi wurden 1794 neue ausgiebige Salzvorkommen entdeckt, die den Grubenbetrieb über Jahrzehnte sicherstellten. Ihre Erschließung erfolgte ab 1795 über einen an günstiger Stelle abgeteuften Blindschacht, der später den Namen Stanetti erhielt. Mittels eines von Stanetti im Jahre 1800 entwickelten Grubenventillationssystems durch die Verbindung der Sohlen mit Wetterschächten gelang die Zuführung von Frischwettern auch an Orte, in denen die Arbeit von Bergleuten wegen matter Wetter zuvor nicht möglich war. In den knapp vierzig Jahren seines Wirkens in Bochnia brachte Stanetti das Salzbergwerk Bochnia durch Einführung technischer Neuerungen und organisatorische Veränderungen wieder empor. Wegen seiner Verdienste um das Salzbergwerk Bochnia wurde Dionys Stanetti am 12. August 1816 durch Kaiser Franz I. mit dem Prädikat von Falkenfels in den Adelsstand erhoben. Im Schematismus des Königreiches Galizien und Lodomerien für das Jahr 1819 wurde der Bergverwalter und k.k. Bergrat Dionisius Stanetti von Falkenfels als Leiter der k.k. Salinen Bergverwaltung Bochnia aufgeführt; erster Kanzlist war sein Sohn Joseph, der zweite Kanzlist dessen älterer Bruder Thadäus.
Dionys Stanetti heiratete 1782 in Wien Rosalie, geb. Walter. Aus der Ehe gingen zwei Söhne – Thadäus (* 1786) und Josef (* 1788) hervor, die beide in die väterlichen Fußstapfen traten und in Bochnia wirkten.
Auch Stanettis Enkel waren im k.k. Salinenwesen tätig; so wurde 1853 der k.k. Grubenrechnungsgehilfe Carl Stanetti von Falkenfels zum Salinenwagmeister bei der k.k. Berg-, Salinen- und Forstdirektion Wieliczka berufen.
Dionys Stanetti von Falkenfels verstarb 1824 in Bochnia und wurde auf dem städtischen Friedhof beigesetzt. Sein Grab ist bis heute erhalten. Die von ihm letztwillig mit einem Kapital von 100 Gulden errichtete Stanetti-Stiftung (Fundacja im. Dionizego Stanettiego) förderte die gymnasiale Bildung begabter Schüler aus armen Verhältnissen. Letztmals wurde im Schuljahr 1907/08 ein Stipendium der Stanetti-Stiftung ausgereicht.